# Туризам у Хрватској
Туризам у Хрватској концентрисан је на подручјима дуж јадранске обале и фокусиран је на сезону, где је врхунац посета током јула и августа.
Осам области у земљи су проглашене националним парковима, а пејзаж у овим областима пружа додатну заштиту од развоја. Тренутно у Хрватској постоји десет локација које се налазе на УНЕСКО-вом списку локација светске баштине и 15 локација на привременој листи.
Лонли планет је именовао Хрватску као најбољу одредницу за 2005. годину, док је часопис Национална Географија Авантуре прозвао Хрватску дестинацијом године за 2006. годину.

## Опште информације
Хрватска има богато историјско и културно наслеђе и природну лепоту. Њена највећа предност у погледу туризма је њена обала Јадранског мора, која је, према истраживању Европске агенције за животну средину из 2010. године, била на другом месту чистих вода у читавој Европи. Блага медитеранска клима са топлим летима и умерено хладним зимама је добра клима за туризам Хрватске. Туристичка понуда Хрватске је веома разноврсна и састоји се од наутичког, екскурзијског, ронилачког, конгресног, културног, еколошког, руралног, религиозног, авантуристичког, ловачког или риболовачког и здравственог туризма.
Хрватска је 2014. године имала 851 регистрованих туристичких објеката, од чега је 605 хотела, 84 кампова, 52 туристичких апартмана, 41 туристичка насеља, 19 апарт-хотела и 50 марина. У свим овим објектима било је више од 100.000 смештајних јединица и око 237.000 сталних лежаја. У 605 хотела било је 53.217 смештајних јединица и 102.430 кревета. Од 605 хотела, 301 има три звездице, 192 четири и 29 пет звездица.

## Историја
Први туристички објекат у Хрватској, који се сматра првим хрватским хотелом, је Вила Ангиолина која је саграђена у Опатији 1844. године. 1868. године на острву Хвар, основано је једно хигијенско друштво, а та година се сматра да годином почетка организованог туризма на острву. Хотел Кварнер је отворен у Опатији 1884. године, Хотел Терапија 1894. године у Цриквеници и Хотел Империал 1896. године у Дубровнику. Већ 1914. године Опатија је забележила више од пола милиона ноћења, а туристи су у просеку провели 20 дана у граду.
Социјална корист туризма постепено је почела да се препознаје, тако да је уведен закон о туризму и угоститељству. Хотелски капацитети између два светска рата углавном су били у власништву странаца, а 80% страних гостовања су чинили туристи из Чехословачке, Мађарске, Аустрије, Немачке, Италије и Енглеске.
Године 1926, први пут је забележено преко милион ноћења, а 1929. године било је више страних гостију у Хрватској него локалних туриста (52% према 48%). Уредба о унапређивању туризма и Уредба о условима за проглашење туристичких подручја усвојена су 1936. године. Рекордна туристичка сезона у овом периоду била је 1938. године, када је 399.608 посетилаца направило 2.719.939 ноћења.
Значајан развој туризма у Хрватској почео је 1952. године, али иако је укупан број туриста растао, Хрватска је заостајала за конкурентима у погледу профита, и квалитет услуга је смањен. После Другог светског рата, Хрватска је била федерална конституација СФР Југославије, тако да је укупна туристичка понуда оцењена као неповољна према критеријуму "вредност за новац". Образовани људи су напуштали земљу за боље плаћене послове у иностранству, а под таквим условима, развили су мали приватни изнајмљивачи, а хрватска обала постала је дестинација за масовни туризам, што је посебно било очигледно у осамдесетим годинама. Проширење изградње туристичких капацитета трајало је до 1975. године, са стопом раста од 11,4% за основне капацитете и 9,7% за комплементарне капацитете. У том периоду изграђено је 69% основних и 72% комплементарних капацитета које је Хрватска понудила на туристичком тржишту 1990. године. 68,2 милиона ноћења је забележено 1986. године, док је 1987. године било 10,5 милиона посетилаца, што представља највећи број ноћења и посетилаца све до независности Хрватске од СФР Југославије 1990. године. У том периоду Хрватска је имала око 75% страних туристичких прихода Југославије.
Током Хрватског рата за независност (1991—1995. године), туризам је стагнирао у Истри, док је у већини Далмације и подручима погођених ратом драстично пао. У периоду од 1990. до 1995. године, број долазака туриста био је нижи за чак 69,3%, а број ноћења је смањен за 75%, тако да су бројеви били блиски онима забележеним у 1960-им.
После рата, туризам је почео да се опоравља, а 1996. године забележен је благи пораст у односу на сезону 1994. године. Поново су се вратили страни туристи. Повратом туриста, интересовање страних инвеститора у Хрватској постепено расте, уз увођење иностраног капитала повећавајући улогу управљања дестинацијама и маркетиншког напора за промоцију Хрватске у целини као јединствене дестинације. Пораст долазака и ноћења туриста је такође остварио велики приход који је повећао свој удео у БДП-у земље, тако да се повећао са 7,2% у 1995. на 17% у 2002. години.
Од 2000. године број ноћења туриста се континуирано повећавао (пад је забележен тек 2008. године због глобалне финансијске кризе). Рекордна туристичка сезона са најбољим резултатима у историји Хрватске забележена је 2017. године када је Хрватску посетило 17.400.000 туриста који су имали 86.200.000 ноћења. Исте године приходи од туризма у Хрватској износили су 9,5 милијарди евра.
Туризам је прилично добро развијен у Хрватској, али има простора за даље развијање и усавршавање. Само 15% обале, главне туристичке атракције у Хрватској, урбанизовано је, а многи планови су у току како би се још више постепено развио хрватски туристички сектор. Стратегија развоја туризма у Хрватској има за циљ да Хрватска постане светски призната туристичка дестинација за сва годишња доба и ради на том циљу тако што ће направити више луксузних смештајних капацитета, укључујући хотеле и туристичке услуге, или реновирање старијих. Хрватска има и једну од Светских туристичких организација одрживих туристичких опсерваторија, која је део Међународне мреже одрживих туристичких опсерваторија. Опсерваторија се сматра посвећењем праћења и изградње одрживог туризма.

## Статистика туризма
| Година | Укупан долазак туриста | Укупно туристичких ноћења | Промена у туристичким ноћењима | Напомена                                                   |
| ------ | ---------------------- | ------------------------- | ------------------------------ | ---------------------------------------------------------- |
| 1985   | 10.125.000             | 67.665.000                | Стагнација                     |                                                            |
| 1986   | 10.151.000             | 68.216.000                | 551,000                        |                                                            |
| 1987   | 10.487.000             | 68.160.000                | 58,000                         |                                                            |
| 1988   | 10.354.000             | 67.298.000                | 862,000                        |                                                            |
| 1989   | 9.670.000              | 61.849.000                | 5.449.000                      |                                                            |
| 1990   | 8.497.000              | 52.523.000                | 9.326.000                      | Први демократски избори Рани догађаји везани за револуцију |
| 1991   | 2.297.000              | 10.471.000                | 42.052.000                     | Почео је рат у Хрватској Блокада Дубровника                |
| 1992   | 2.135.000              | 11.005.000                | 534,000                        |                                                            |
| 1993   | 2.514.000              | 13.208.000                | 2.203.000                      |                                                            |
| 1994   | 3.655.000              | 20.377.000                | 7.169.000                      |                                                            |
| 1995   | 2.610.000              | 13.151.000                | 7.226.000                      | Крај хрватског рата независности                           |
| 1996   | 4.186.000              | 21.860.000                | 8.709.000                      |                                                            |
| 1997   | 5.585.000              | 30.775.000                | 8.915.000                      |                                                            |
| 1998   | 5.852.000              | 31.852.000                | 1.077.000                      |                                                            |
| 1999   | 5.127.000              | 27.126.000                | 4.726.000                      | НАТО бомбардовање СРЈ                                      |
| 2000   | 7.137.000              | 39.183.000                | 12.057.000                     |                                                            |
| 2001   | 7.860.000              | 43.404.000                | 4.221.000                      |                                                            |
| 2002   | 8.320.000              | 44.692.000                | 1.288.000                      |                                                            |
| 2003   | 8.878.000              | 46.635.000                | 1.943.000                      |                                                            |
| 2004   | 9.412.000              | 47.797.000                | 1.162.000                      |                                                            |
| 2005   | 9.995.000              | 51.421.000                | 3.624.000                      |                                                            |
| 2006   | 10.385.000             | 53.007.000                | 1.586.000                      |                                                            |
| 2007   | 11.162.000             | 56.005.000                | 2.998.000                      |                                                            |
| 2008   | 11.261.000             | 57.103.000                | 1.098.000                      |                                                            |
| 2009   | 10.935.000             | 56.301.000                | 802,000                        | Светска финансијска криза 2007—2008. године                |
| 2010   | 10.604.116             | 56.416.379                | 115,379                        |                                                            |
| 2011   | 11.455.677             | 60.354.275                | 3.937.896                      |                                                            |
| 2012   | 11,835,160             | 62,743,463                | 2.389.188                      |                                                            |
| 2013   | 12,433,727             | 64,818,115                | 2.074.652                      |                                                            |
| 2014   | 13,128,416             | 66,483,948                | 1.665.833                      |                                                            |
| 2015   | 14,343,323             | 71,605,315                | 5.121.367                      |                                                            |
| 2016   | 15,594,157             | 78,049,852                | 6.444.537                      |                                                            |
| 2017   | 17,430,580             | 86,200,261                | 8.150.409                      |                                                            |

### Доласци по земљама
Већина посетилаца који долазе у Хрватску на краткорочној основи су из следећих земаља:
| Ранг | Земља                | 2015       | 2016       | 2017       |
| ---- | -------------------- | ---------- | ---------- | ---------- |
| 1    | Њемачка              | 2.124.149  | 2.277.378  | 2.615.900  |
| 2    | Аустрија             | 1.119.709  | 1.237.969  | 1.331.215  |
| 3    | Словенија            | 1.191.998  | 1.298.501  | 1.297.681  |
| 4    | Италија              | 1.111.428  | 1.119.932  | 1.110.219  |
| 5    | Пољска               | 674,779    | 757,523    | 934,336    |
| 6    | Уједињено Краљевство | 490,510    | 596,444    | 750,675    |
| 7    | Чешка                | 696,151    | 688,953    | 741,757    |
| 8    | Мађарска             | 435,990    | 486,448    | 545,789    |
| 9    | Француска            | 466,045    | 494,698    | 536,072    |
| 10   | Сједињене Државе     | 317,400    | 337,464    | 451,947    |
| 11   | Јужна Кореја         | 344,300    | 377,779    | 448,636    |
| 12   | Холандија            | 357,545    | 389,510    | 442,692    |
| 13   | Словачка             | 380,942    | 389,806    | 425,173    |
| 14   | Босна и Херцеговина  | 280,240    | 333,039    | 354,018    |
| 15   | Шведска              | 204,124    | 256,612    | 294,281    |
| 16   | Швајцарска           | 219,124    | 235,037    | 250,601    |
| 17   | Шпанија              | 214,124    | 222,523    | 250,387    |
| 18   | Белгија              | 164,200    | 182,556    | 202,796    |
| 19   | Аустралија           | 133,400    | 149,829    | 186,323    |
| 20   | Јапан                | 177,100    | 120,971    | 142,043    |
|      | Укупно               | 12.683.179 | 13.808.532 | 15.592.899 |

## Туристичке регије
Хрватска туристичка заједница поделила је Хрватску на шест различитих туристичких регија.

### Истра
Западна обала полуострва Истре има неколико историјских градова из римских времена, као што је град Умаг, у којем се одржава годишњи АТП тениски турнир отвореног првенства Хрватске у тенису на глиненим теренима.
Град Пореч је познат по Еуфразијевој Базилиици заштићеној од стране УНЕСКО-а, који укључује мозаике из 6. века који приказују византијску уметност. Градски план још увек приказује структуру старог римског Каструма са главним улицама Декуманус и Кардо Максимус који су и даље очувани у изворним облицима. Марафор је римски трг са два храма. Један од њих, подигнут у 1. веку, посвећен је римском богу Нептуну. Првобитна готичка Фрањевачка црква изграђена је у 13. веку, сала "Диета Истриана" преуређена је у барокном стилу у 18. веку.
Највећи град у региону, Пула има један од најбоље очуваних амфитеатара на свету, који се и даље користи за фестивале и догађаје. Окружен је хотелским комплексима, одмаралиштима, камповима и спортским садржајима. У близини је Национални парк Бриони, раније летња резиденција покојног југословенског председника Јосипа Броза Тита. Римске виле и храмови се и даље налазе међу пољима фарме и дуж обале околних риболовних и пољопривредних села. Приобалне воде нуде имају лепе плаже, нуде риболов, роњење међу олупинама древних римских галија и ратних бродова Првог светског рата, скакање са литица и једрење. Пула је крајња тачка пута ЕуроВело 9 бичиклистичке руте који почиње од Гдањска на Балтичком мору и иде кроз Пољску, Чешку, Аустрију, Словенију и Хрватску.
Град Ровињ садржи добро разграђене обалне области са великим бројем малих залива скривених у густој вегетацији, отвореним за нудисте. Иако плаже нису означене као нудистичке, нудисти их често користе.
Ентеријер је зелен и шумовит, са малим каменим градовима на брдима, као што је Мотовун. Река Мирна тече испод брда. Са друге стране реке налази се Мотовунска шума, површине око 10 km² у долини реке Мирне, од чега је 280 хектара посебно заштићено. Ова област се разликује не само од оближњих шума, већ и од оних из читавог окружења крашког подручја због дивљине, влажног земљишта и тартуфа који ту расте. Од 1999. године Мотовун је домаћин међународног филмског фестивала Мотовун за независне филмове из Сједињених Америчких Држава и Европе. Грожњан, други град на брду, домаћин је тродневног џез фестивала сваког јула.

### Кварнер
Један од најразличитијих региона, читав Кварнерски залив пружа изузетне пејзаже, са високим планинама с погледом на велика острва у мору. Опатија је најстарије туристичко насеље у Хрватској, њена традиција туризма почела је од 19. века.
Бивши венецијански градови на обали, Раб и Лошињ су популарне туристичке дестинације. Острво Раб је богато културним и културно-историјским споменицима. Раб је познат и као пионир нудизма након посете краља Едвард VIII и Волис Симпсон, војвоткиње од Виндзора. Острво има прелепу природу, плаже, културно наслеђе и догађаје као што је Раб арбалест турнир и Раб Средњовековни фестивал - Рапска Фјера. Са око 2600 сати сунца годишње, оток Лошињ је туристичка дестинација за Словенце, Италијане и Немце у летњим месецима. Просечна влажност ваздуха је 70%, а просечна летња температура је током зиме 24 °C и 7 °C.
Унутрашњост региона Горски котар, Велебит и Лика поседује планинске врхове, шуме и поља, многе животињске врсте, међу којима су медведи, и национални паркови Рисњак и Плитвичка језера. Национални парк Плитвичка језера налази се на Плитвичком платоу, окруженом са три планинска дела Динарских Алпа: Планина Пљешевица (врх Горња Пљешевица 1.640 м), Мала Капела (врх Пешице Селишки Врх на 1.280 м) и Медвеђак (884 м).
Језера заједно покривају површину од око два квадратна километра, а вода излази из најнижег језера и формира реку Корану. Језера су подељена на 12 горњих језера и четири доња језера:
Подручје је такође дом за изузетно широк спектар врста животиња и птица. Ту се може наћи ретка фауна као што су европски мрки медвед, вук, орао, сова, рис, дивља мачка и велики тетреб, заједно са многим честим врстама. Овде је забележено најмање 126 врста птица, од којих је 70 регисгтровано за узгој.

### Далмација

#### Задар
Овај регион пружа услуге за јахте и слободно путовање. Национални парк Корнати има на стотине углавном ненасељених острва. Корнат, највеће острво са укупном површином од 32.525.315 m², састоји се од две трећине површине парка. Иако је острво дужине 25,2 km, није шире од 2,5 km. Парком управља град Муртер, на острву Муртер, а повезан је са копном преко моста.
Задар, највећи град у региону, добио је урбану структуру током римског доба; током времена Јулија Цезара и цара Августа, град је био утврђен и зидани су градски бедеми са кулама и капијама. На западној страни града били су форум, базилика и храм, док су изван града били амфитеатар и гробља. Аквадукт који је град снабдевао водом је делимично очуван. Унутар древног града, средњовековни град је развијен градњом низом цркава и манастира.
Унутрашњост има мешовите равнице и планине, с кањоном Пакленице као главном атракцијом. Национални парк Пакленица је најпосећенија локација за пењање у Хрватској, а највећа је у југоисточној Европи. Близина морске воде омогућава туристима да комбинују пењање, планинарење и водене спортове. Постоји преко 360 опремљених и побољшаних рута разних нивоа и дужина у оквиру Пакленичке планинарске локације. Главна сезона пењања почиње у пролеће и завршава се крајем јесени. Подручје парка садржи стазу дужине 150–200 km намењене туристима или планинарима. Стазе у парку обележене су плочама и планинарским знаковима.
Острво Паг има једну од највећих забавних зона у Европи у градовима Новаља и Зрће. Ове плаже имају целовечерње дискотеке и барове на плажама које раде током летњих месеци.
Задар је повезан компом са два излаза на главни ауто-пут, а преко мора са редовним линијама са Анконом у Италији и ваздухом углавном са Рајанером, Џерманвингсом и Кроација ерлајнсом. Многе туристичке агенције и пружаоци туристичких услуга као што је Кроатика.еу Сroatica нуде групне туре. Већину тура нуде локални приватни власници и мале локалне компаније.

#### Шибеник
Ово је још једна јахтинг регија, окружена острвима, и центрирана је на Шибенику и има катедралу св. Јакова, која је означена као светска баштина УНЕСКО-а. Неколико тврђава, остаци ренесансне ере (која укључује тврђаву Св. Николе) окружују град.
Поседује Национални парк Крка са водопадима и верским манастирима. Скрадински Бук располаже атракцијама и садржајима између различитих пешачких тура, разгледања знаменитости и презентација, бродских излета, ресторана и музеја. Рошки Слап, налази се код Миљеваца, друга је најпопуларнија атракција Националног парка Крка у смислу броја посетилаца и чије се каскаде могу посетити током целе године. До Рошког Слапа се може доћи излетни чамцем којим управља Национални парк Крка, иако се падинама може доћи и путем јавног пута. Унутар парка налази се острво Висовац, који је основан за време владавине Лајоша I Анжујског, који је дом католичког манастира Висовац, који су Фрањевци основали 1445. године у близини села Миљевци. Острво се може посетити бродом из Скрадинског Бука. У парку се налази и српски православни манастир Крка основан 1345. године.
Простор око града Книна има средњовековне тврђаве и археолошке остатке. Недавно откривени римски град Бурнум удаљен је 18 km од Книна у правцу Кистање, који има рушевине највећег амфитеатра у Далмацији саграђеног 77. године, који је држао 8.000 људи током владавине Веспазијана. Оближња села Бискупија и Капитул су археолошка налазишта из 10. века где се налазе остаци средњовековне хрватске културе, укључујући цркве, гробља, украсе и епиграфе.

#### Сплит
Приморски град Сплит је такође други по величини град у Хрватској и познат је по јединственој римској баштини која укључује УНЕСКОву заштићену Диоклецијанову палату. Град је саграђен око добро очуваног двора, која је једна од најкомплетнијих архитектонских и културних садржаја на хрватској јадранској обали. Сплитска катедрала је смештена у комплексу Диоклецијанове палате.
Макарска Ривијера је део обале који има плаже, клубове, кафане, услуге кајака, једрење и планинарење дуж опсега Биоково. Макарска, Брела, Омиш и Башка Вода су најпопуларније дестинације.
Велика острва ове регије, укључујући град Хвар, позната су по рибарској и туристичкој индустрији. Хвар има благу средоземну климу и медитеранску вегетацију. Острво промовише себе као "најсунчаније место у Европи", са преко 2715 сати сунчеве светлости током просечне године. Културни и уметнички догађаји на Хварском летњем фестивалу одржавају се током лета, од краја јуна до краја септембра. Ови догађаји укључују концерте класичне музике од стране домаћих и међународних уметника, и наступи аматерских група из Хвара. Галерија модерне уметности у Хвару смештена је у згради Арсенала у пределу историјског позоришта у Хвару. Стална поставка садржи слике, скулптуре и отиске из колекције, а привремене изложбе се организују у оквиру пројекта Летњи музеј ликовних уметности у Хвару.
Катедрала Светог Стефана и Епископска палата имају ренесансно-барокни стил, ренесансни звоник у римском стилу из 16. века, коју су креирали венецијански уметници.
Остала острва у региону су Брач, Чиово, Шолта и Вис.
Стари град Трогир је УНЕСКОва светска баштина и садржи мешавину утицаја из хеленистичког периода, Римљана и Венецијанаца са својом грчком архитектуром, романским црквама, ренесансним и барокним зградама. Трогир је најбоље очуван романско-готски комплекс у средњој Европи. Трогирско средњовековно језгро, окружено зидовима, састоји се од очуваног дворца и торња и многих станова и палата из романичког, готичког, ренесансног и барокног периода. Трогирова највећа зграда је катедрала св. Ловре, чији главни западни портал је ремек дело Радована, и најзначајнији рад романско-готског стила у Хрватској. Још једна атрактивна атракција је тврђава Камерленго.

#### Дубровник
Једно од најпознатијих хрватских туристичких локација је утврђени град Дубровник са ренесансном културом. Најпознатија грађевина је Палата Спонза која датира из 16. века и тренутно се користи за услуге Националног архива. Кнежев двор је готска-ренесансна структура која се користи сада за услуге музеја. Његова фасада је приказана на полеђини хрватске новчанице од 50 куна, издате 1993. и 2002. године.
Црква Светог Спаса је још један остатак ренесансног периода, поред фрањевачког манастира. Библиотека фрањевачког самостана поседује 30.000 књига, 22 инкунабула, 1.500 вредних рукописних докумената. Изложбе укључују посребрни крст из 15. века и посребрену кадионицу, крст из Јерусалима из 18. века, мартирологију (1541) Бернардина Гучетића и осветљеног Псалтира. Најпознатија црква Дубровника је црква Светог Влаха, саграђена у 18. веку у част дубровачког заштитника. Дубровачка барокна катедрала поседује реликвије Светог Влаха. Градски Доминикански самостан споља подсећа на тврђаву, али унутра се налази музеј умјетности и готско-романска црква. Специјално благо Доминиканског манастира је његова библиотека са преко 220 инкунабула, бројним илустрованим рукописима, богатом архивом са драгоценим рукописима и документима и богатом збирком уметности. Главна карактеристика Дубровника су њени зидови који воде око 2 km око града. Зидови се крећу од четири до шест метара дебљине према копну, али су тањи на страни мора. Систем купола и кула је имао за циљ заштиту града.
Недалеко од обале Дубровника је шумовито острво Локрум. Мало острво има замак, Бенедиктински манастир стар хиљаду година и ботаничку башту коју је иницијално покренуо цар Максимилијан у 19. веку. Пауни и паунице још увек шетају по острву, потичу од првобитних пахуљица које је донео Максимилијан. Оближња острва укључују и историјско острво Корчула. Католички становници Корчуле одржавају свечане старе народне црквене свечаности и плес мачевима, Морешку, која датира из средњег века. Првенствено се плесало само у посебним приликама, у модерним временима постоје представе два пута недељно за туристе. Главна историјска места града укључују централну романско-готичку катедралу Св. Марка (саграђена од 1301. до 1806. године), фрањевачки манастир из 15. века са венецијанским готским манастиром, дом грађанског већа, палата бивших венецијанских гувернера, велике палате из 15. и 16. века локалних трговачких племићких и градских утврђења.
Даље дуж Јадрана су шуме на острву Мљету. Преко 72% острва од 98,01 km² је покривено шумом. Његова геолошка структура састоји се од кречњака и доломита који обликују гребене и падине. Неколико депресија на острву Мљету су испод нивоа мора и познате су као блатине ("блато-језера") или слатине ("слане језера").

#### Централна и Северна Хрватска
У северном делу, уз брдовито подручје Загорја и Међимурја, налазе се дворци и бање, а стари град Вараждина. У Међимурју постоје бање и објекти за рекреацију у Вучковцу и у околини Светог Мартина на Мури, како у северном делу жупаније тако и у близини Муре. Такође има више од 200 клубова за разне спортске и рекреативне активности као што су планинарење, риболов, куглање, ЦБ радио, падобранство и летење малим авионима, укључујући и безмоторне једрилице. Лов такође привлачи бројне ловце на мале дивљачи и птице.
У замку Чаковец налази се музеј Међимурске жупаније и уметничка галерија. У Шенковцу, у капели Свете Јелене и у цркви Свети Јероним у Штригову налазе се барокне фреске Ивана Рангера које датирају између 1776. и 1786. године. Прелог је дом прелепој цркви Св. Јакоба, саграђена 1761. године.
Вараждин, са својим споменицима и уметничким наслеђем, представља најбоље очуван и најбогатији урбани комплекс у континенталној Хрватској. Стари град Вараждин (тврђава) је средњовековна одбрамбена зграда. Изградња је почела у 14. веку, а у наредном веку додате су заобљене куле, типичне за готску архитектуру у Хрватској. Вараждинска катедрала, бивша језуитска црква, саграђена је 1647. године, има барокни улаз, олтар из 18. века и слике. Међу фестивалима, годишњи Шпанцир фестивал почиње крајем августа и завршава се у септембру (траје 10 дана). У ово доба град гости уметнике, уличне извођаче, музичаре и продавце за оно што се зове "Фестивал пешачког ходања". Вараждин је такође домаћин "Радарског фестивала", који одржава концерте крајем лета. Већ је било домаћин музичких звезда као што су Боб Дилан, Карлос Сантана, Соломон Берк и друге.
Богородичино светилиште Марије Бистрице је највеће место за ходочашће у земљи. Стотине хиљада ходочасника посећује локацију сваке године на којој је стајала црква из 14. века. Црква је позната по кипу познатом под називом "Црна Богородица са дететом" која датира из турске инвазије у 16. веку, када је статуа сакривена у цркви и потом изгубљена деценијама до њеног открића. Иза цркве је процес "Пут крста", у коме ходочасници започињу сеобу који води до Брда Калвари. Папа Јован Павле II посетио је локацију 1998. године током своје друге посете Хрватској.
Централна Хрватска има неке природне предности, као што је Парк природе Лоњско поље. Југозападно подручје познато је по шумама и дивљини. Барокне цркве се налазе на целој територији, заједно са осталом културном архитектуром.

#### Славонија
Туризам у овом региону се управо развија, углавном са бањама. Област Барања има национални парк Копачки рит, који је велика мочвара са разним фаунама и птицама. То је једно од највећих и најатрактивнијих очуваних нетакнутих мочвара у Европи, у којем је смештено око 260 различитих врста птица, као што су дивље гуске и патке, велика бела чапља, бела рода, црна рода, белорепан, галебови, вране, чигре, водомари и зелене жуне. На располагању су туристичке посете панорамским бродовима, чамцима, коњима или пешице, уз неке пакете који нуде могућност фотографисања или видео снимака животиња и птица.
Културни центар је историјски град Осијек са својим барокним зградама, попут Осјечке конкреетрале Св. Петра и Павла, нео-готичке структуре са другом највишим кулом у Хрватској након Загребачке катедрале.
Катедрала св. Петра и Павла у Ђакову представља град Ђаково и од примарног обележја је и то је сакрални објекат широм регије Славоније.
У Славонији и Барањи су дешавају три главна годишња догађаја: Ђаковачки везови, Винковачке јесени и Бродско коло.
Представљају традиционалне народне ношње, фолклорне плесне и певачке групе, обичаје, са парадом коња и кола за венчање као посебни део програма. Током Ђаковачких везова, у Ђаковачкој катедрали се организују хорови, опере и уметничке изложбе, а током спортског програма могу се видети чистокрвни бели липицанери на тркалишту. Илок и ратом разорени град Вуковар такође су интересантна подручје за посетити.

#### Загреб
Као у Прагу или у Будимпешти, Загреб има средњоевропски утицај, са великим и очуваним старим градом на брду и градским центром из 19. века. Главни град Хрватске је и највећи културни центар у земљи, са бројним музејима и галеријама.
Историјски део града северно од Трга Бана Јелачића састоји се од Горњег Града и Каптола, средњовековног урбаног комплекса цркава, палата, музеја, галерија и владиних зграда које су популарне међу туристима на туристичким излетима. До историјске четврти се може стићи пешице, почев од Јелачићевог трга, центра Загреба или преко жичаре у оближњој Томићевој улици.
Око тридесет колекција у музејима и галеријама обухвата више од 3,6 милиона различитих експоната, искључујући црквене и приватне колекције. Археолошки музеј састоји се од скоро 400.000 различитих артефаката и споменика, који су се током година сакупљали из различитих извора. Најпознатија је египатска колекција, загребачка мумија и завоји са најстаријим етруским натписом у свету (Либер Линтеус Заграбиенсис), као и нумизматичка колекција. Хрватски природно-историјски музеј држи једну од најзначајнијих збирки неандерталних остатака на свету на једном месту. То су остаци, камено оружје и алати праисторијског човека Крапина. У поседу Хрватског природно-историјски музеја налази се више од 250.000 примерака дистрибуираних међу различитим колекцијама.
Постоји око 20 сталних или сезонских позоришта и позоришних позорница. Хрватско народно позориште у Загребу изграђено је 1895. године, а отворио га је цар Аустрије Франц Јозеф. Најславнија концертна дворана названа је "Ватрослав Лисински", по композитору прве хрватске опере изграђене 1973. године. Анимафест, Светски фестивал анимираних филмова, одржава се сваке парне године и Музички биенале, међународни фестивал авантгардне музике, сваке непарне године.
Такође је домаћин годишњег фестивала документарног филма ЗагребДокс, потом фестивал загребачке филхармоније и изложба цвећа Флораарт (крајем маја или почетком јуна) и рели олдајмера. У лето, позоришне представе и концерти, углавном у Горњем граду, организују се у затвореном или на отвореном. На позорници на Опатовини одржавају се Загребачки Хистрионски летњи театар догађаји. Загреб је такође домаћин Загребфеста, најстаријег хрватског поп-музичког фестивала, као и неколико традиционалних међународних спортских догађаја и турнира. Дан града Загреба, 16. новембра, се сваке године обележава посебним прославама, посебно на Јарунском језеру у близини југозападног дела града.

### Атракције
У Хрватској се налазе бројне атракције, од локација од историјског архитектонског и верског значаја до познатих еколошких и различитих музеја. Следећа места су само пример многих туристичких локација посећених у Хрватској.

#### Примарне атракције

##### Северна Хрватска
- Дворац Тракошћан Дворац Тракошћан је дворац саграђен у 13. веку на врху брда у Тракошћану. Познат је по излагању историјског намештаја, оружја и слика.[65]

##### Централна Хрватска
- Национални парк Плитвичка језера Национални парк Плитвичка језера је шумски резерват познат по својим терасастим језерима повезаним водопадим.[66]

##### Јужна Хрватска
- Пакленица је национални парк у Стариграду са кањоном красног река, познатом по пењању и воденим спортовима.[67]
- Дубровачки бедем чини комплекс тврђава које окружују старо градско језгро Дубровника, познат по својим погледима.[68]
- Црква светог Влаха је барокна црква у Дубровнику посвећена заштитнику Дубровника.[69]

#### Секундарне атракције

##### Северна Хрватска
- Црква Светог Марка је црква у Загребу из 13. века, позната по својој средњовековној архитектури.[70]
- Музеј прекинутих веза у Загребу је изложба која се налази у барокној палати у Загребу која приказује предмете бивших парова са кратким описима и њиховим причама.[71]
- Музеј Мимара је уметнички музеј у Загребу који је познат по поседовању многих ремек-дела, али сада постоји сумња да су углавном лажни.[72]
- Хрватски музеј наивне уметности је уметнички музеј у Загребу који приказује дела наивне уметности.[73]

##### Централна Хрватска
- Амфитеатар у Пули Амфитеатар у Пули је римски амфитеатар у Пули познат по томе што је један од најочуванијих римских амфитеатара.[74]
- Еуфразијева базилика је катедрала у Поречу која комбинује класичне и византијске карактеристике у комплексној структури која поседује атријум, крстионицу и епископску палату.[75]

##### Јужна Хрватска
- Национални парк Крка је национални парк дуж реке Крке, познат по својим слаповима.[76]
- Галерија Иван Мештровић је уметнички музеј у Сплиту који приказује рад Ивана Мештровића.[77]
- Диоклецијанова палата је рушевина римског императора Диоклецијана који се налази у граду Сплиту. Остаци палате и његове подлоге чине данас стари град Сплита, стамбене продавнице, ресторани и улице.[78]
- Сплитска катедрала је католичка катедрала у Сплиту изграђена од римског маузолеја и звоника. То је тренутно седиште надбискупије Сплитске Макарске.[79]
- Ловријенацје тврђава и позориште из 16. века дуж бедема Дубровника.[80]
- Кнежев двор је палата саграђена у готичком стилу у Дубровнику. Такође има ренесансне и барокне елементе.[81]
- Дубровачка катедрала је католичка катедрала. То је седиште Дубровачке епархије.[82]
- Доминикански самостан је верски комплекс, црква готског стила и музеј основан 1225. године у Дубровнику.[83]
- Плава пећина Арборетум Трстено је арборетум из 15. века у Трстену са неколико егзотичних биљака.[84]
- Златни Рат је део земљишта у близини града Бол познат као врхунска европска плажа.
- Плава пећина је пећина на води која је позната као пећина за излете због своје сјајно плаво светлости која се појављује у одређеним деловима дана.[85]
- Телашћица је парк природе на острву Дуги оток познат по дивљини.[86]
- Црква Светог Доната је црква у Задру изграђена у 9. веку позната по својој византијској архитектури.[87]
- Катедрала Светог Јакова је католичка катедрала у Шибенику позната по ренесансној архитектури.[88]

#### УНЕСКОве светске баштине
Организација Уједињених нација за образовање, науку и културу (УНЕСКО) укључила је следеће хрватске локације на својој листи светске баштине:
| Место                                                                | Слика | Локација                   | УНЕСКО податак                    | Опис | Дели са                                                                                                   | Реф.   |
| -------------------------------------------------------------------- | ----- | -------------------------- | --------------------------------- | --- | --- | ------ |
| Плитвичка језера                                                     |       | Општина Плитвичка Језера   | 98; 1979; VII, VIII, IX (природа) | Временом је вода текла преко природног кречњака и креде, стварајући природне бране, које су заузврат створиле низ повезујућих језера, водопада и пећина. У оближњим шумама живе медведи, вукови и многе врсте ретких птица. | Н/Д | [ 89 ] |
| Историјски комплекс Сплита са Диоклецијановом палатом                |       | Сплит                      | 97; 1979; II, III, IV (култура)   | Палату је саградио римски цар Диоклецијан на прелазу четвртог века нове ере, а касније је служила као основа града Сплита. Катедрала је изграђена у средњем веку унутар древног маузолеја, заједно са црквама, утврђењима, готским и ренесансним палатама. Барокни стил чини остатак подручја.                                                                 | Н/Д | [ 90 ] |
| Стари град Дубровника                                                |       | Дубровник                  | 95; 1979; I, III, IV (култура)    | Дубровник је у средњем веку постао просперитетна поморска република, постао је једина источна јадранска градска држава која се супротставила Венецији. Подршком његовог богатства и стручне дипломатије, град је остварио изузетан ниво развоја, нарочито током 15. и 16. века.                                                                                | Н/Д | [ 91 ] |
| Епископски комплекс Еуфразијеве базилике у историјском центру Пореча |       | Пореч                      | 809; 1997; II, IV (култура)       | Епископски комплекс, са својим импресивним мозаицима из 6. века, један је од најбољих примера рановизантијске уметности и архитектуре у медитеранском региону и свету. Укључује саму базилику, сакристију, крстионицу и звоник ближње архиепископске палате.                                                                                                   | Н/Д | [ 92 ] |
| Историјски део града Трогир                                          |       | Трогир                     | 810; 1997; II, IV (култура)       | Богата култура Трогира створена је под утицајем старих Грка, Римљана и Венецијанаца. То је најбоље очуван романско-готски комплекс не само на Јадрану, већ и у целој средњој Европи. Трогирско средњовековно језгро, окружено зидовима, састоји се од очуваног дворца и торња и низа станова и палата из романичког, готичког, ренесансног и барокног периода. | Н/Д | [ 93 ] |
| Катедрала Светог Јакова у Шибенику                                   |       | Шибеник                    | 963; 2000; I, II, IV (култура)    | Катедрала је тространа базилика са три апсиде и куполом (изнад 32 м) и један је од најважнијих ренесансних архитектонских споменика у источном Јадрану. | Н/Д | [ 94 ] |
| Стариградско поље                                                    |       | Хвар                       | 1240; 2008; II, III, V (култура)  | Стариградско поље је пољопривредни пејзаж који су у четвртом веку пре нове ере установили древни грчки колонисти и дан данас је у употреби. Равница је генерално и даље у оригиналном облику. Древни изглед је очуван пажљивим одржавањем камених зидова преко 24 века.                                                                                        | Н/Д | [ 95 ] |
| Стећци                                                               |       | Дубравка, Циста Прово      | 1504; 2016; III, IV (култура)     | Стећак или средњовековни надгробни споменици су монолитни камени споменици пронађени у регијама садашње Босне и Херцеговине, деловима Хрватске, Србије и Црне Горе. Елементарне надгробне групе су положене и камени монолити су усправљени. | Босна и Херцеговина, Црна Гора, Србија                                                                    | [ 96 ] |
| Млетачке тврђаве из периода између 15. и 17. века                    |       | Задар, Шибеник             | 1533; 2017; III, IV (култура)     | Овај посед се састоји од 15 делова одбрамбених тврђава који се налазе у Италији, Хрватској и Црној Гори, који се протежу преко 1.000 km између Ломбарда у Италији и источне обале Јадрана. Увођење барута довело је до значајних помака у војним техникама и архитектури.                                                                                      | Италија, Црна Гора                                                                                        | [ 97 ] |
| Букове прашуме                                                       |       | Пакленица, Северни Велебит | 1133; 2017; IХ (природа)          | Ово прекогранично проширење светске баштине букових шума Карпата и древних букових шума Немачке (Немачка, Словачка, Украјина) простире се преко 12 земаља. Ово успешно проширење је повезано са флексибилношћу и толеранцијом дрвећа различитих климатских, географских и физичких услова.                                                                     | Албанија, Аустрија, Белгија, Бугарска, Немачка, Италија, Румунија, Словачка, Словенија, Шпанија, Украјина | [ 98 ] |